# ESG Frankonia Karlsruhe
ESG Frankonia Karlsruhe is een Duitse voetbalclub uit Karlsruhe. De club is naast voetbal ook actief in badminton, basketbal, biljart, vuistbal, gymnastiek, aikido, judo, kegelen, atletiek, schieten, skiën, ringtennis, duiken, tennis, Nordic walking, volleybal en wandelen. 

## Geschiedenis
De club werd opgericht in 1895 als FC Frankonia Karlsruhe. Twee jaar later sloten ze zich bij de Zuid-Duitse voetbalbond aan. In 1903/04 speelde de club tegen Karlsruher FV om de titel van Midden-Baden en won met 4:3. Echter werd de uitslag geannuleerd omdat een niet-speelgerechtigde speler had meegedaan. In de replay verloor de club. 
In 1921 speelde de club één seizoen in de Württemberg-Badense competitie. In 1958 fuseerde de club met ESG Karlsruhe en nam zo de huidige naam aan. 